# Mirja
Mirja ist ein weiblicher Vorname.

## Herkunft und Bedeutung
→ Hauptartikel: Maria
Beim Namen Mirja handelt es sich um die finnische Variante des Namens Mirjam bzw. Miriam.

## Verbreitung
In Finnland war der Name vor allem in den 1940er und 1950er Jahren beliebt. Heute werden nur noch wenige Mädchen Mirja genannt.
In Deutschland war Mirja lange Zeit so selten, dass der Name in den Statistiken keine Beachtung fand. Im Jahr 1970 fand er erstmals Erwähnung und belegte sogleich Rang 159 der beliebtesten deutschen Mädchennamen. Die plötzliche Popularität steht wohl in Zusammenhang mit der Hochzeit von Gunter Sachs mit dem schwedischen Model Mirja Larsson im Jahr 1969. Heute wird der Name nur noch selten vergeben. Am beliebtesten ist er in Niedersachsen.

## Bekannte Namensträgerinnen
- Mirja Boes (* 1971), deutsche Schauspielerin, Komikerin und Sängerin
- Mirja Dorny (* 1985), deutsche Fußballspielerin
- Mirja du Mont (* 1976), deutsches Model
- Mirja Hietamies (1931–2013), finnische Skilangläuferin
- Mirja Jenni-Moser (* 1976), Schweizer Langstreckenläuferin
- Mirja Lehtonen (1942–2009), finnische Skilangläuferin
- Mirja Mahir (* 1974), deutsche Schauspielerin
- Mirja Puhakka (* 1955), finnische Ski-Orientierungsläuferin
- Mirja Regensburg (* 1975), deutsche Schauspielerin und Komikerin
- Mirja Turestedt (* 1972), schwedische Schauspielerin